# David Malouf
David George Joseph Malouf (20 de março de 1934) é um escritor australiano. Ele foi premiado com o Neustadt International Prize for Literature em 2000, seu romance de 1993 Remembering Babylon ganhou o International IMPAC Dublin Literary Award em 1996, ele ganhou a primeira na Austrália-Ásia Literary Award em 2008, e ele foi indicado para o Booker Prize.

## Obras

### Romances
- Johnno (1975)
- Uma Vida Imaginária - no original An Imaginary Life (1978)
- Fly Away Peter (1982)
- Child's Play (1982)
- Harland's Half Acre (1984)
- The Great World (1990)
- Recordando a Babilónia - no original Remembering Babylon (1993)
- Conversas em Curlow Creek - no original The Conversations at Curlow Creek (1996)
- Resgaste - no original Ransom (2009)

### Contos
- Antipodes (stories)|Antipodes (1983)
- Untold Tales (1999)
- Dream Stuff (2000)
- Every Move You Make (2006)
- The Complete Stories  (2007; Prémio Australia-Asia Literary)

### Poesia
- Bicycle and Other Poems (1970)
- Neighbours in a Thicket: Poems (1974)
- Poems 1975-76 (1976)
- Wild Lemons: Poems (1980)
- Selected Poems 1959-1989 (1994)
- Guide to the Perplexed and Other Poems (2007)
- Typewriter Music (2007)
- Revolving Days (2008)
- Earth Hour (2014)

### Não ficção
- 12 Edmondstone St (memórias – 1985)
- A Spirit of Play: The Making of Australian Consciousness - Boyer Lectures (1998)[1]
- Made in England (Quarterly Essay, Black Inc – 2003)
- On Experience (Little Books on Big Themes – 2008)
- The Happy Life (Quarterly Essay, Black Inc – 2011)

### Teatro
- Blood Relations (1988)

### Ópera
- Voss (1986)
- Mer de glace (1991)
- Baa Baa Black Sheep (1993)
- Jane Eyre (2000)